# Campeonato Mundial de Ciclismo em Pista de 1959
O Campeonato Mundial UCI de Ciclismo em Pista de 1959 foi realizado em Amsterdã, na Holanda, entre os dias 8 e 13 de agosto. Foram disputadas seis provas masculinas, três para profissionais e três para amadores, mais duas provas femininas nas categorias velocidade e perseguição individual. 
As provas aconteceram no Estádio Olímpico de Amsterdã, em uma pista de cimento com 400 m .

## Sumário de medalhas

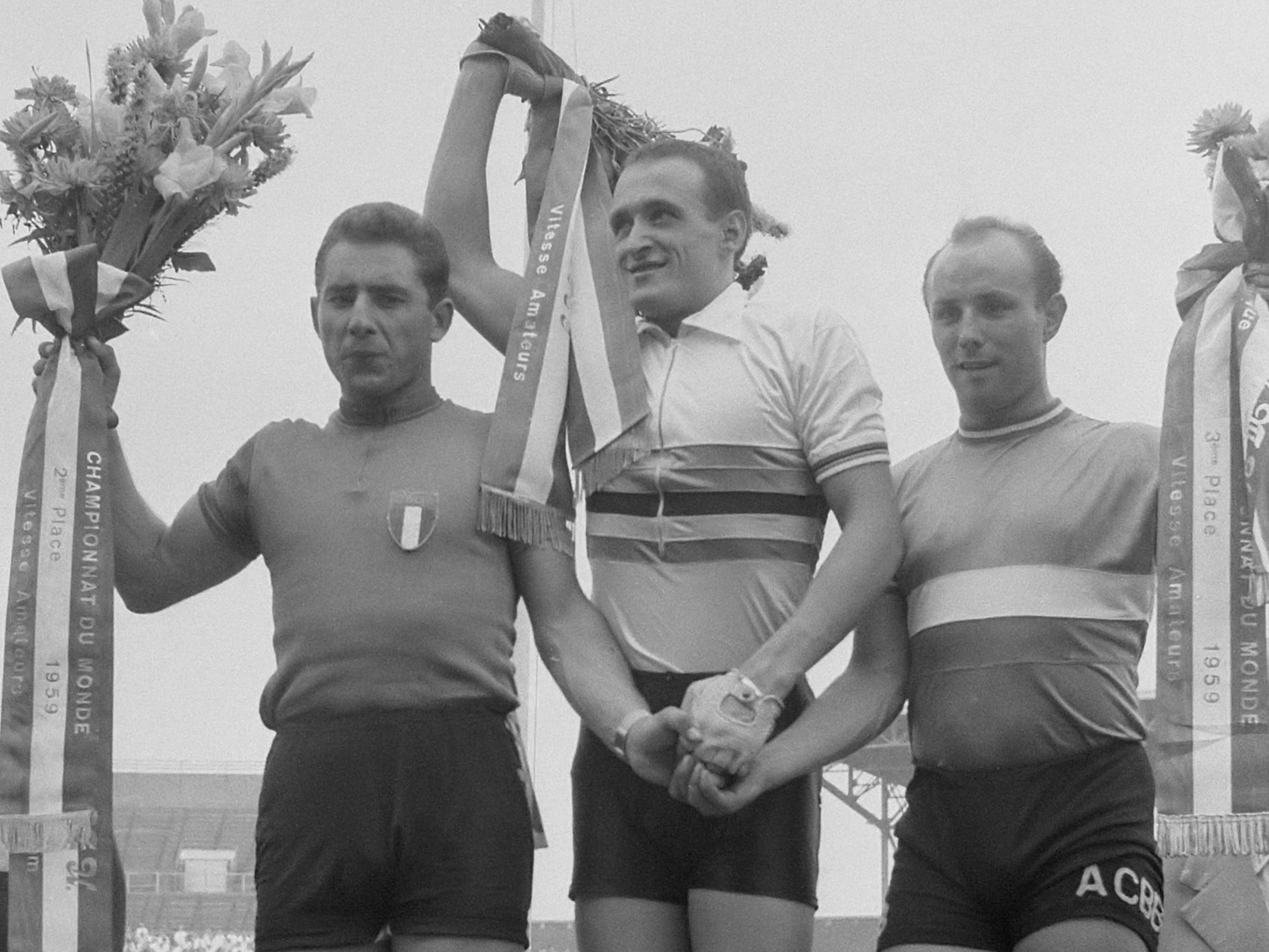
Cerimônia de premiação da prova de velocidade amadora masculina: Sante Gaiardoni, Valentino Gasparella e André Gruchet.

| Eventos profissionais masculinos |                                      |                                    |                                    |
| Velocidade individual            | Antonio Maspes · Itália              | Michel Rousseau · França           | Jan Derksen · Países Baixos        |
| Perseguição individual           | Roger Rivière · França               | Albert Bouvet · França             | Jean Brankart · Bélgica            |
| Motor-paced                      | Guillermo Timoner · Spain            | Walter Bucher · Suíça              | Norbert Koch · Países Baixos       |
| Eventos amadores masculinos      |                                      |                                    |                                    |
| Velocidade individual            | Valentino Gasparella · Itália        | Sante Gaiardoni · Itália           | André Gruchet · França             |
| Perseguição individual           | Rudi Altig · Alemanha Ocidental      | Mario Vallotto · Itália            | Willy Trepp · Suíça                |
| Motor-paced                      | Arie van Houwelingen · Países Baixos | Bernard Deconinck · França         | Lothar Meister · East Germany      |
| Eventos femininos                |                                      |                                    |                                    |
| Velocidade individual            | Galina Ermolaeva · Soviet Union      | Valentina Maksimova · Soviet Union | Jean Dunn · Reino Unido            |
| Perseguição individual           | Beryl Burton · Reino Unido           | Elsy Jacobs · Luxemburgo           | Lyudmilla Kochetova · Soviet Union |

## Quadro de medalhas

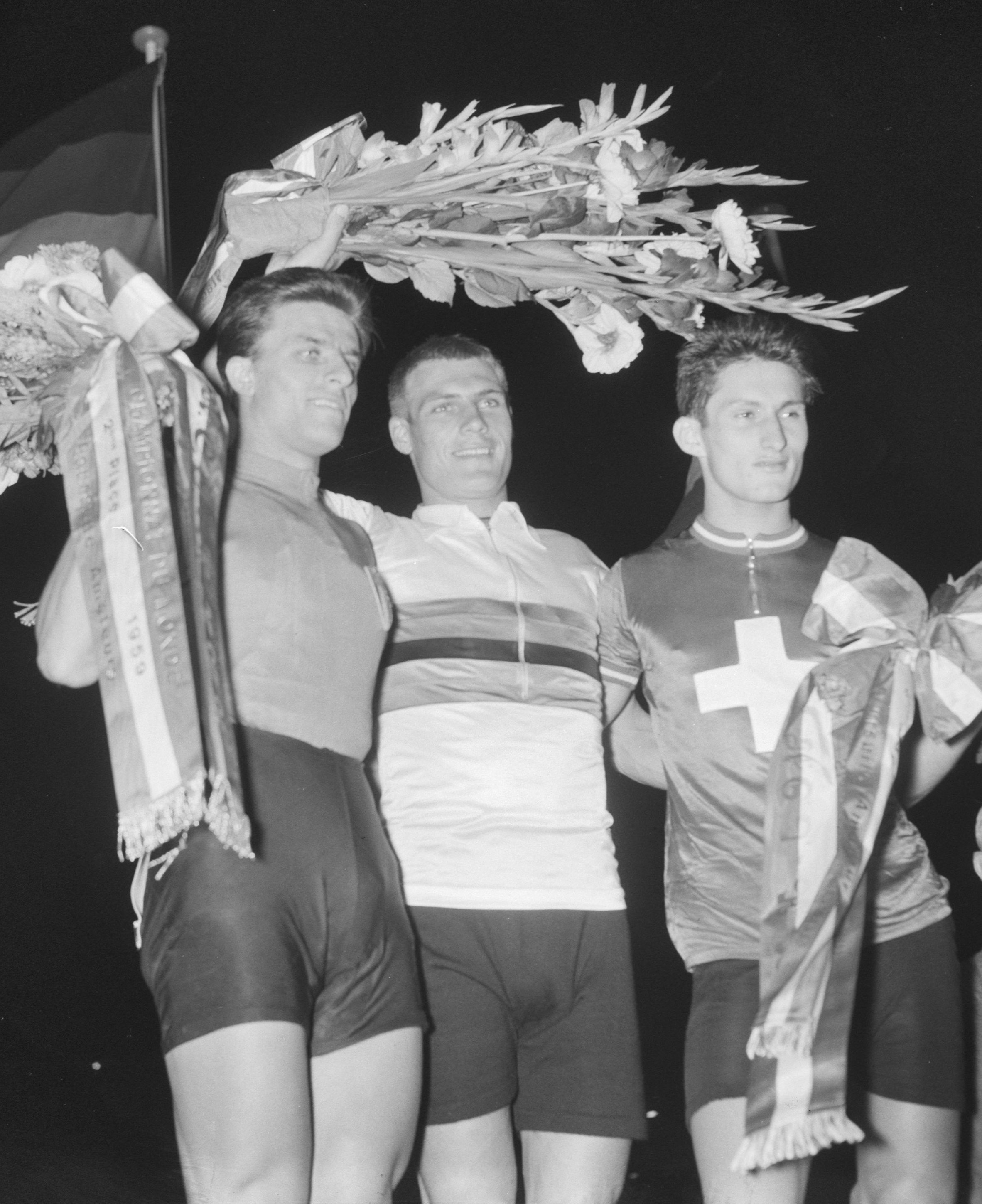
Cerimônia de premiação da prova de perseguição indidual amadora masculina: Mario Vallotto, Rudi Altig e Willy Trepp.

| Ordem | País               | Medalha de ouro | Medalha de prata | Medalha de bronze | Total |
| ----- | ------------------ | --------------- | ---------------- | ----------------- | ----- |
| 1     | Itália             | 2               | 2                | 0                 | 4     |
| 2     | França             | 1               | 3                | 1                 | 5     |
| 3     | Soviet Union       | 1               | 1                | 1                 | 3     |
| 4     | Países Baixos      | 1               | 0                | 2                 | 3     |
| 5     | Reino Unido        | 1               | 0                | 1                 | 2     |
| 6     | Spain              | 1               | 0                | 0                 | 1     |
| 6     | Alemanha Ocidental | 1               | 0                | 0                 | 1     |
| 8     | Suíça              | 0               | 1                | 1                 | 2     |
| 9     | Luxemburgo         | 0               | 1                | 0                 | 1     |
| 10    | East Germany       | 0               | 0                | 1                 | 1     |
| 10    | Bélgica            | 0               | 0                | 1                 | 1     |
|       | TOTAL              | 8               | 8                | 8                 | 24    |